# Ted Pollock
Frederick Hughes „Ted“ Pollock (* 21. September 1920 in Victoria; † 11. Oktober 2008 im Rockyview General Hospital, Calgary) war ein kanadischer Badmintonspieler. 

## Karriere
Ted Pollack wurde 1948 nationaler Meister in Kanada, wobei er die Herrendoppelkonkurrenz gemeinsam mit Roy G. Smith gewinnen konnte. Bei den Ontario Championships war er 1938, 1947, 1948 und 1949 erfolgreich. 1949 repräsentierte er Kanada im Thomas Cup.